# Minturnes
Minturnes (llatí: Minturnae grec antic: Μιντοῦρναι) va ser una ciutat del Latium, i anteriorment dels àusons a la vora del Liris (Garigliano), a uns 5 km de la mar i propera a la via Àpia.
Apareix a la guerra llatina que va tenir lloc entre els anys 340 aC i 338 aC, quan va ser refugi dels llatins després de la seva derrota a la Campània, i llavors era una ciutat dels àusons, segurament aliats amb els llatins i els campanis.
Segons diu Titus Livi, després de la batalla de Lautulae l'any 315 aC, tres ciutats dels àusons es van declarar contràries Roma: Ausona, Minturnae, i Vescia, però alguns nobles locals van obrir les portes de les ciutats i les van entregar a l'exèrcit romà per evitar les represàlies. Els habitants van ser degollats per l'exèrcit romà.
No gaire temps més tard, el 296 aC s'hi va establir una colònia romana al mateix temps que se n'establia una altra a Sinuessa una mica més avall de la costa, i les dues són anomenades Coloniae Maritimae, amb dret de ciutadania romana, sens dubte per assegurar les comunicacions amb la Campània.
A la Segona Guerra Púnica Minturnae i Sinuessa van intentar escapolir-se de donar proveïment i contingents als romans sense aconseguir-ho, i ho van provar altre cop durant la guerra contra Antíoc III el Gran l'any 191 aC
Minturnae estava situada als límits d'un pantà, i no era gaire saludable. Però la seva proximitat a la via Àpia va fer que ja en temps de la República, i sobretot després, durant l'Imperi fos una ciutat important. L'any 88 aC va ser l'escenari d'un incident amb Gai Mari. Fugint de Sul·la a través del mar es va refugiar a la boca del Liris. Primer es va amagar entre els aiguamolls, però va ser descobert i portat a la presó per ordre dels magistrats de la ciutat. Van enviar un esclau per matar-lo però l'home, davant de la majestat de Mari, ja ancià, no va poder complir l'encàrrec, i els magistrats el van alliberar i el van deixar fugir. Li van proporcionar una nau que el va portar a l'Àfrica
Amb August va rebre una nova colònia i una altra sota Calígula, i l'anomenen tant Plini el Vell com Claudi Ptolemeu. Durant l'imperi malgrat la seva situació vora dels pantans, era una ciutat important i poblada.
Queden restes de l'amfiteatre, un aqüeducte, un temple, muralles i torres. Totes aquestes restes es troben a la riba dreta del Liris, però Plini diu que la ciutat s'estenia a banda i banda del riu. No se sap quan va ser destruïda, però ho devia ser segurament pels longobards o pels sarraïns i els habitants es van establir a la moderna Trajetto, a 1 km.
Entre la ciutat i el mar, a la desembocadura del Liris, hi havia el famós Lucus Maricae, un bosc sagrat dedicat a Marica Laurentia, una divinitat itàlica, probablement local. Era una nimfa de l'aigua i dels pantans. Estimava els animals i era considerada protectora dels nadons i de la fertilitat. Té moltes semblances amb la deessa Diana. El seu nom deriva probablement de mara («pantà»).